# Airapus parvispinus
Airapus parvispinus är en skalbaggsart som beskrevs av Schmidt 1920. Airapus parvispinus ingår i släktet Airapus och familjen Aphodiidae. Inga underarter finns listade i Catalogue of Life.